# Lopată mică de infanterie

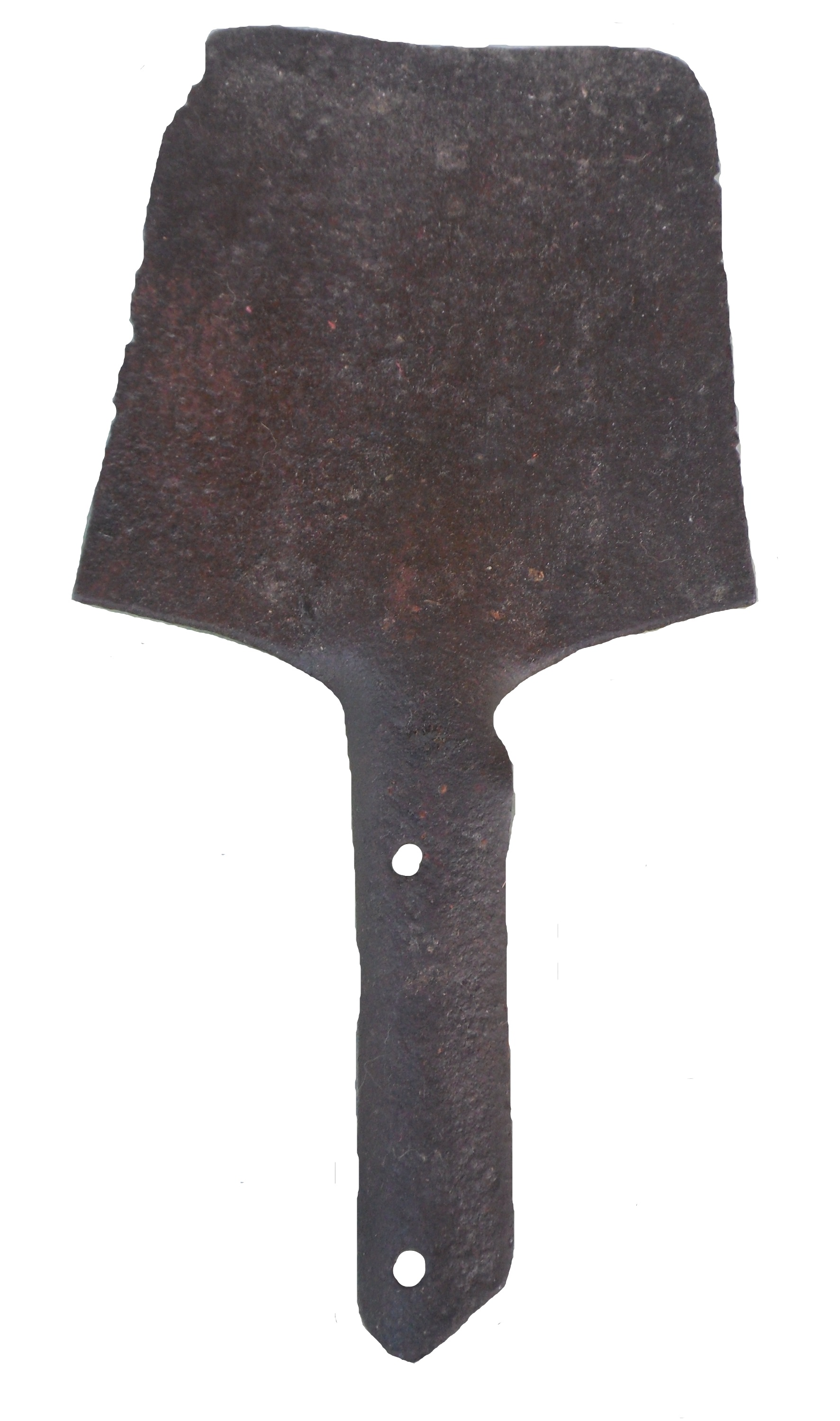
Lopată Linnemann din Primul Război Mondial găsită pe dealul Cireșoaia

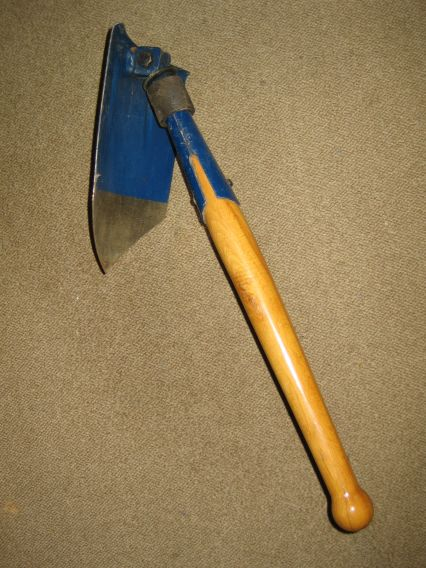
Lopată mică pliabilă germană „Klappspaten” din Al Doilea Război Mondial

Lopata mică de infanterie este o cazma utilizată de către militari într-o varietate mare de scopuri. De asemenea, în prezent este folosită în mare parte și de către civili. Este un instrument modern, de obicei pliabil și confecționat din oțel, aluminiu sau alte materiale ușoare.

## Istoric
Lopata mică de infanterie este cunoscută din timpul Legiunilor Romane. Iulius Cezar, precum și scriitori antici, au spus că aceasta intră în categoria instrumentelor importante de război. 
De-a lungul istoriei, tactica asediului necesita săparea unor fortificații. În timpul Războaielor Napoleoniene s-au folosit cazmale și târnăcoape ca instrumente de săpat tranșee spre zidurile de fortificații pentru a permite soldaților accesul unde era necesar. De atunci hârlețul a intrat în categoria echipamentelor individuale. 
În 1870, Armata americană a introdus baioneta, destinată atât ca armă cât și ca unealtă de săpat. Aceasta a fost urmată de dezvoltarea de instrumente mici de săpat, destinate pentru o singură mână, introduse în echipamentul obligatoriu al soldaților. În timp au apărut instrumente din ce în ce mai complexe menite pentru ca fiecare soldat să fie în stare să-și sape propriul tranșeu.

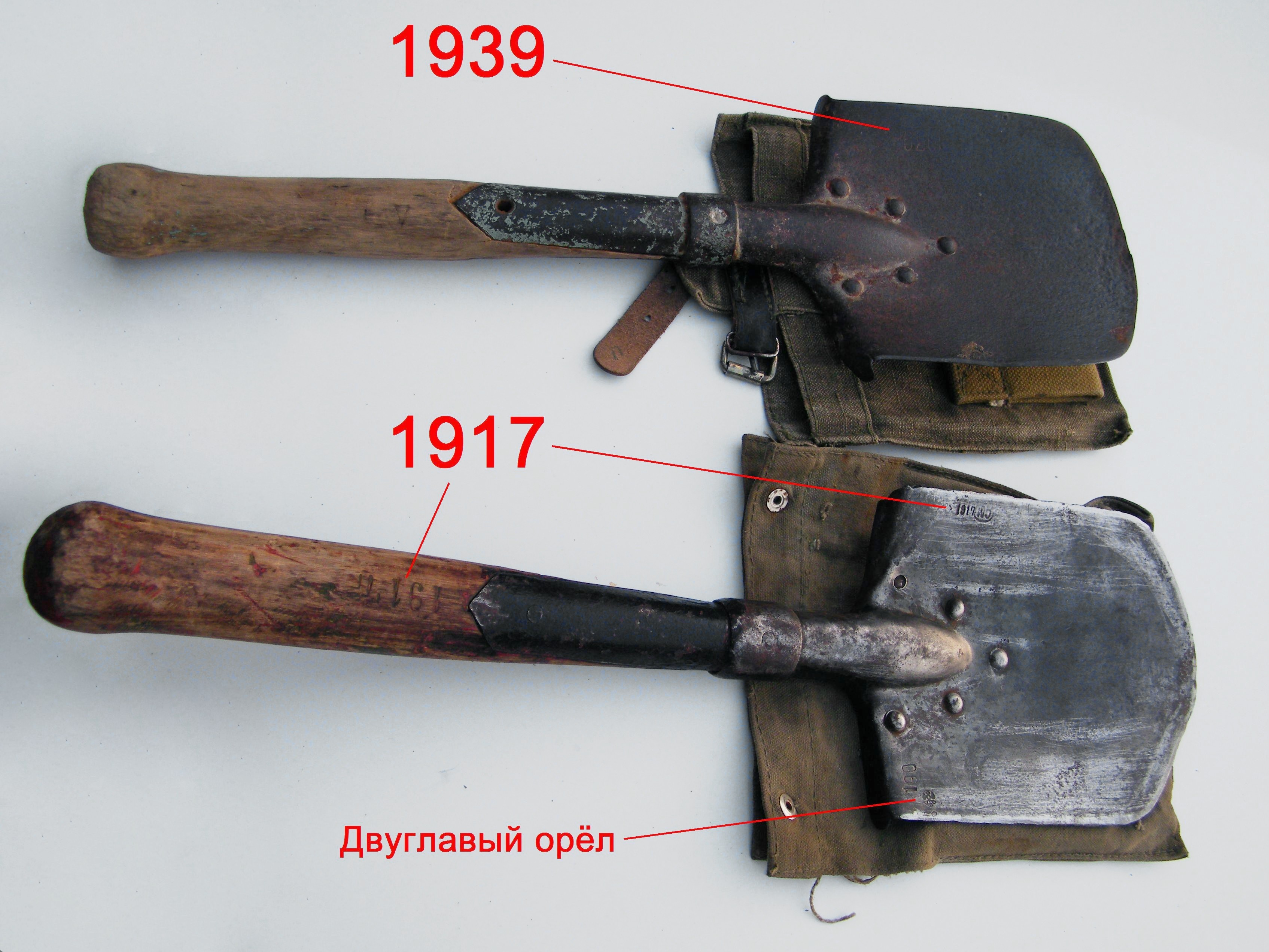
Lopeți rusești MPL-50 (malaia pehotnaia lopata – cazma mică de infanterie) din Primul și Al Doilea Război Mondial.

## Epoca Modernă
Prima unealtă de săpat cu adevărat modernă fost inventată în anul 1869 de către ofițerul danez Mads Johan Buch Linneman. În 1870 instrumentul a fost patentat și furnizat Armatei Daneze. În anul următor a fost adoptat de către Armata Austriacă, iar Linnemann a deschis o fabrică în Viena pentru a spori producția. A fost introdus mai târziu în Germania, Franța, România și Rusia, deși numai Rusia a recunoscut drepturile de brevet, i s-au plătit 30.000 de ruble și comandat 60.000 de hârlețe. Rușii l-au numit MPL-50 (de 50 cm lungime) și este folosit și în prezent. Hârlețul poate fi folosit, de asemenea, ca topor, ciocan, vâslă, sau ca tigaie pentru gătit mâncare.

## Primul Război Mondial

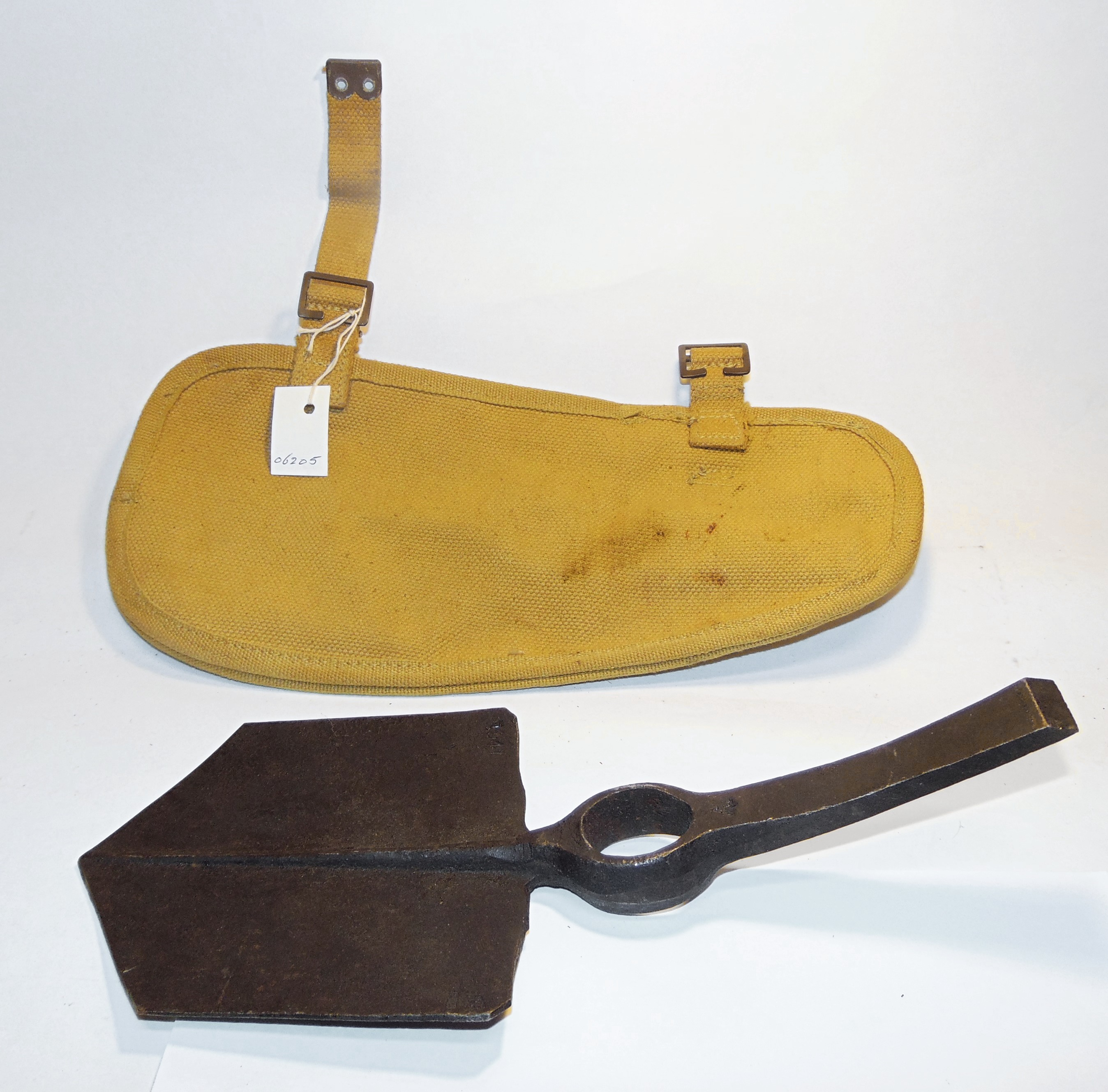
Lopată britanică standard, 1941.

În timpul Primului Război Mondial instrumentele de săpat au devenit extrem de importante, mai ales după introducerea tranșeelor. Au fost concepute pentru lucru individual, fiind prezente instrumentele cu mâner scurt de tip T-handles, D-handles, și alte modele. Hârlețul britanic a fost de două tipuri, cu un cap de metal și un mâner de lemn, capul constând într-o lamă de teslă/cazma și pick spike-ul, constând într-un singur cap prelungit cu un mâner din același material. Între lamă și vârf a fost introdus un inel în care se putea monta un mâner de lemn și putând fi folosit după aceea drept târnăcop. În afară de aceste întrebuințări, se putea folosi la săpat latrine și morminte.
În timpul Primului Război Mondial hârlețele de luptă au fost, de asemenea, folosite drept arme albe. În timp ce puștile erau folosite pentru prea mult timp iar utilizarea lor nu mai era eficientă, hârlețele erau un ajutor în plus. Din 1915, soldații ambelor tabere ascuțeau în mod obișnuit lamele pentru a le folosi, la nevoie, ca arme de rezervă.

## Al Doilea Război Mondial

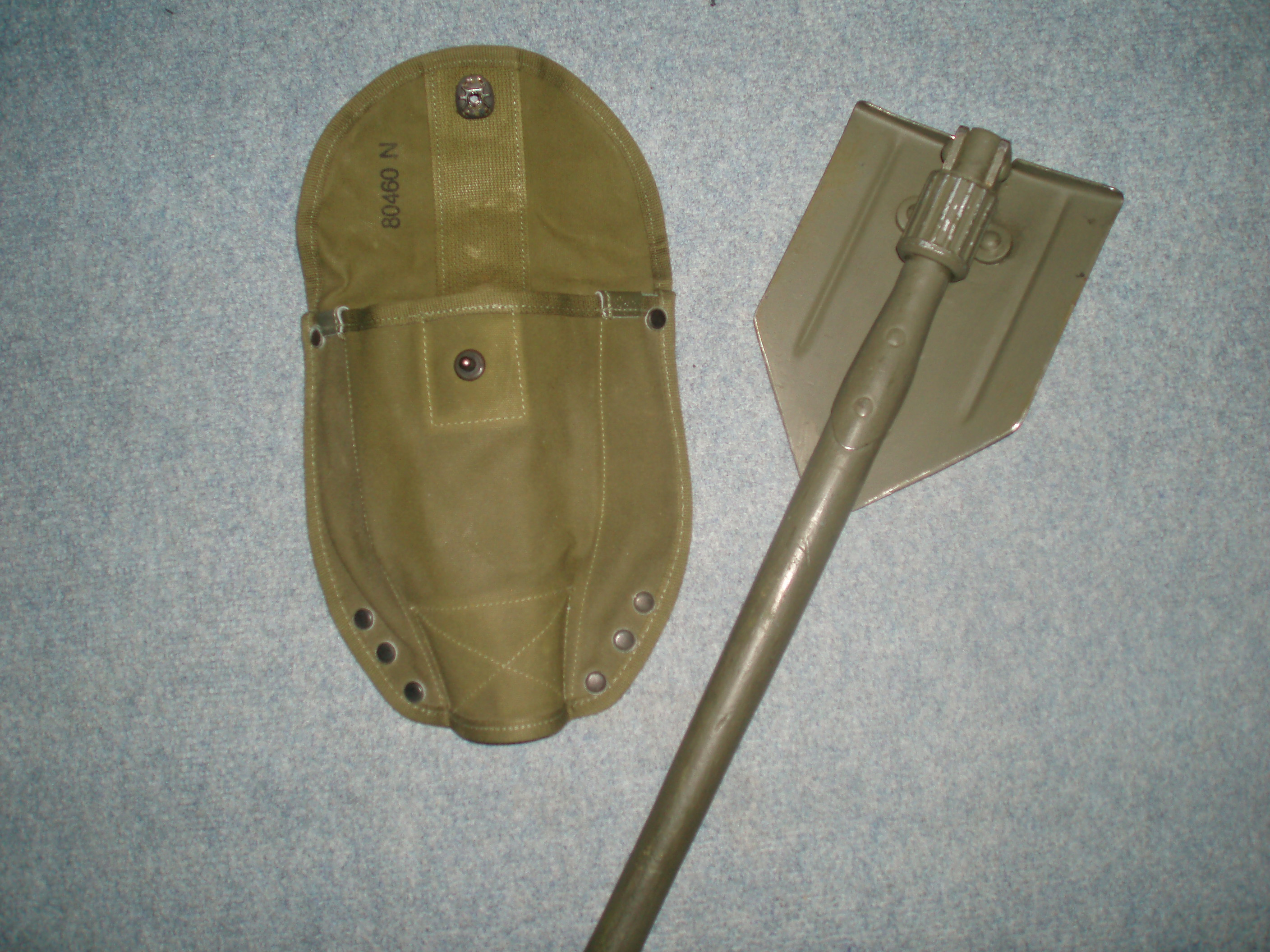
E-Instrument M43 din armata SUA folosit prima dată în timpul celui De-Al Doilea Război Mondial. Față de celelalte lopeți, acesta avea o lamă rabatantă.

În anul 1938 a apărut lopata germană de tip „Klappspaten” cu lamă pliabilă, fiind precursor al tuturor uneltelor moderne de acest fel, apărând inclusiv în 1943 o copie americană a acesteia.
La varianta britanică din anul 1937 i s-a adăugat o baionetă în locul mânerului uneltei, montându-se unealta pe arma Lee-Enfield putea fi folosită la urmă drept instrument de localizare a minelor antipersonal.
Cât timp instrumentul era ascuțit, era suficient de puternic pentru a trece prin țesutul uman. În timpul celui De-Al Doilea Război Mondial hârlețele de luptă au fost folosite de către germani și forțele Sovietice, în special în timpul Bătăliei de la Stalingrad.

## Modele contemporane

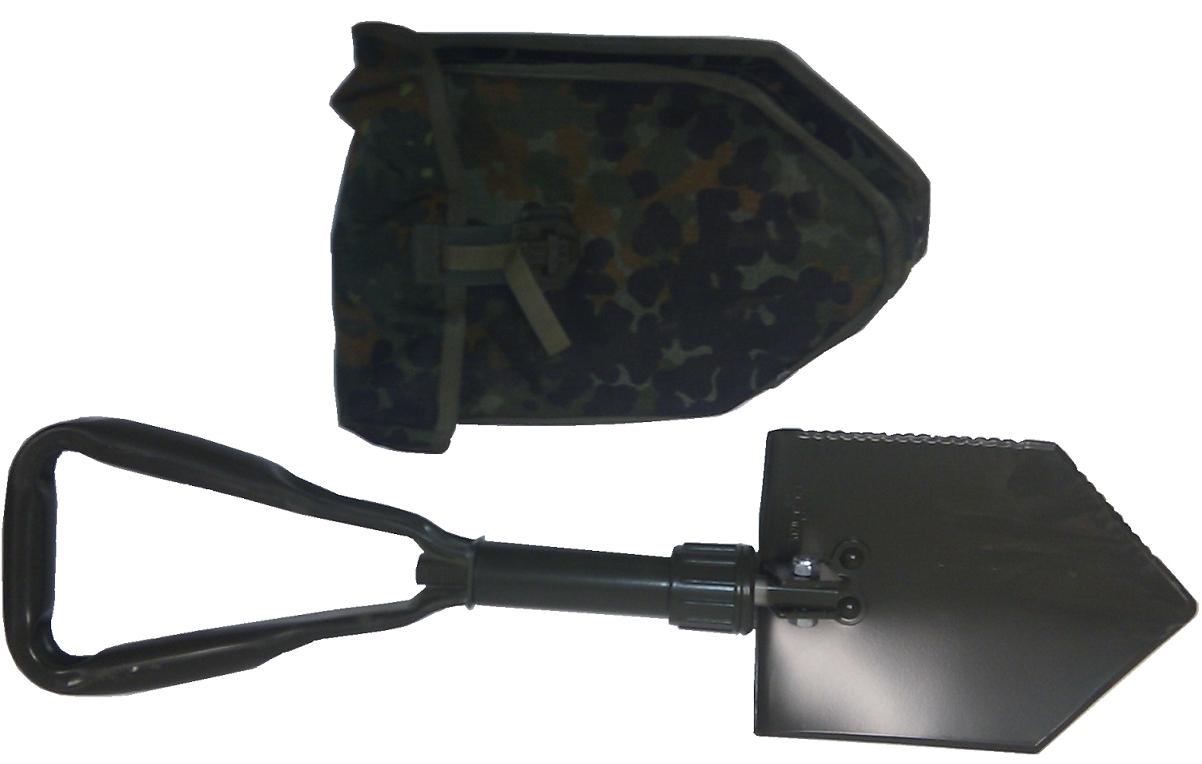
Lopată modernă, cu lamă de oțel de tip „E”, funcție de tri-pliere și mâner în forma literei „D”

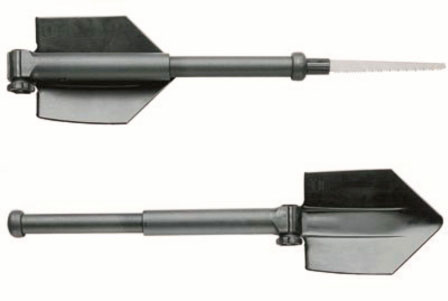
Lopeți Glock Feldspaten cu mâner telescopic confecționat din plastic

În Armata Statelor Unite cazmaua pliabilă a evoluat de la lama cu mâner drept, la un design de tri-pliere cu mâner în forma literei „D”. Alte variante pliante, de asemenea, au fost produse ulterior. Cele mai recente hârlețe cu mâner din plastic sunt cu 30% mai ușoare decât cele din oțel: 1,5 pounzi (0,68 kg) în loc de 2,25 pounzi (1,02 kg).
Unitățile Sovietice Spețnaz folosesc în prezent hârlețele „saperka” și drept armă albă; prin natura misiunilor, întrebuințări ale lor pentru săpat sunt destul de rare.

## Uz civil
În prezent, după lopețile de infanterie s-au inspirat unele companii în producerea unor lopeți pentru camping sau grădinărit.